# بکرزویل (پنسیلوانیا)
بکرزویل (به انگلیسی: Beckersville) یک منطقهٔ مسکونی در ایالات متحده آمریکا است که در پنسیلوانیا واقع شده‌است. بکرزویل ۱۲۸٫۰۲ متر بالاتر از سطح دریا قرار دارد.